# Soul Edge
Soul Edge (ソウルエッジ, Souru Ejji), également appelé Soul Blade (le nom fut transformé en Soul Blade en Occident lors du portage sur PlayStation), est un jeu vidéo de combat développé et édité par Namco en 1995 sur borne d'arcade. Une version améliorée appelée Soul Edge Ver. II est sortie en 1996 et adaptée sur PlayStation.
Soul Edge est le premier épisode de la série Soul, qui prendra le nom SoulCalibur à partir du deuxième épisode en 1998.
Il s'agit du second jeu de combat en 3D — après Battle Arena Toshinden — à proposer des affrontements à l'arme blanche. Si l'utilisation de ce type d'arme dans un jeu de combat n'était pas une nouveauté (voir la série 2D Samurai Shodown), le gameplay de Soul Edge offre un large éventail de style de combats.

## Scénario
« Transcendant l'histoire et le monde, ce récit épique d'âmes et d'épées est éternellement raconté. »
Une arme a traversé les âges et s'est abreuvée des âmes et de la souffrance de ses innombrables victimes. Cette arme, c'est Soul Edge. Pour beaucoup, il s'agit de l'arme ultime, ou d'une épée salvatrice mais pour ceux qui sont dans le vrai, il s'agit d'une épée maudite qui dévore autant l'âme de ses victimes que de ses porteurs. Mais au fil des siècles, Soul Edge devint une légende et au XVIe siècle, elle disparut. Le marchand d'armes italien, Vercci, engagea de nombreux mercenaires pour explorer les terres à sa recherche et des pirates pour explorer les mers, puis le marchand disparut… Mais un de ces pirates, le capitaine Cervantes de Leon, mit la main sur Soul Edge avant de disparaître à son tour. Vingt ans se sont écoulés mais de nombreux guerriers sont toujours à sa poursuite. Certains la poursuivent pour la puissance, d'autres pour le salut…
Ce premier épisode prend place en 1583.

## Personnages
Les personnages jouables présents dans ce volet sont Hwang Sung Kyung, Rock, Taki la chasseuse de démons, Sophitia Alexandra, Heishiro Mitsurugi, Siegfried Schtauffen, Seung Mina, Li Long, Voldo, Cervantes de Leon, Soul Edge et Seung Han Myeong, un personnage bonus qui reprend les coups de Hwang.

## Lieux
Les décors de Soul Edge emmènent le joueur tout autour du monde : du désert d'Asie aux ports d'Espagne en passant par un temple grec et un château japonais, les arènes se veulent diverses et variées.

## Réactions
GameSpot 8.3/10 • IGN 8.3/10 • PlayStation Magazine US 4.5/5